# Clan Ukita
Le clan Ukita (宇喜多氏, Ukita-shi) est une famille japonaise médiévale originaire de la province de Bizen, descendant du guerrier Kojima Takanori, et donc également du Seiwa-Genji.

## Membres
- Ukita Yoshiie
- Ukita Naoie
- Ukita Hideie
- Ukita Okiee
- Ukita Tadaie